# Meli Vesikula
Le sergent-major Ratu Meli Vesikula est un militaire et chef coutumier fidjien. 

## Biographie

### Carrière militaire britannique
L'aîné de dix enfants, Ratu Meli est issu d'une lignée de chefs du village d'Ucunivanua de la province de Tailevu. Très bon élève durant sa scolarité, il commence sa carrière militaire à l'âge de 18 ans en étant l'une des deux-cent-douze premières recrues fidjiennes de la British Army, arrivant au Royaume-Uni en décembre 1961,. Durant ses années dans l'armée, il est notamment déployé en Irlande du Nord en proie aux violences des « Troubles », et à Chypre. Il poursuit sa carrière dans l'Armée britannique jusqu'à atteindre le grade de sergent-major régimentaire dans le régiment du duc de Wellington (en), dans l'infanterie de ligne, et est fait membre de la division militaire de l'ordre de l'Empire britannique (MBE) en 1984 à la fin de ses années de service. Il retourne alors définitivement aux Fidji, avec son épouse galloise rencontrée au Royaume-Uni,,. Aux Fidji, il travaille dans l'administration provinciale, dans un village reculé où il s'évertue à améliorer l'accès de la population aux services publics,.

### Figure du coup d'État fidjien de 1987
Il soutient le coup d'État militaire de 1987 qui prétend défendre la suprématie politique de la population autochtone aux Fidji, car il espère que ce changement améliorera le quotidien des autochtones pauvres. Il devient membre et porte-parole du Mouvement taukei, mouvement d'extrémistes ethno-nationalistes autochtones. Il en est l'un des membres les plus véhéments, affirmant la nécessité d'une dictature militaire pour protéger les intérêts de la population autochtone et faisant creuser par ses partisans un trou en pleine ville de Suva qu'il présente comme un lomo (four traditionnel fidjien) où faire cuire les Indo-Fidjiens (citoyens d'ascendence indienne). Il est nommé ministre des Affaires autochtones dans le régime militaire que dirige le colonel Sitiveni Rabuka,. Il y est perçu comme l'un des membres les plus extrémistes du Mouvement taukei, au même titre que le ministre des Terres Sakeasi Butadroka et le pasteur méthodiste et ministre de la Sécurité sociale Tomasi Raikivi. Il s'oppose en vain à la faction du gouvernement favorable à ce que le pouvoir soit restitué à Ratu Kamisese Mara, grand chef autochtone et perdant des élections d'avril 1987. Lorsque le colonel Rabuka remet le pouvoir à Kamisese Mara en décembre 1987, Meli Vesikula est écarté du gouvernement,. Il mène un temps une faction du Mouvement taukei qui presse le gouvernement Mara de garantir la suprématie des intérêts des autochtones, mais devient désenchanté par ce coup d'État qui, à ses yeux, a simplement rendu le pouvoir à celui qui n'a pas remédié à la pauvreté de nombreux autochtones alors qu'il gouvernait de 1967 à 1987.

### Engagement pour la démocratie et les droits civiques
À la fin de l'année 1988, Meli Vesikula présente publiquement des excuses pour sa participation aux événements de l'année précédente et pour les actes de violences commis à l'encontre d'Indo-Fidjiens. Il défend publiquement l'égalité des droits des Fidjiens de toutes appartenances ethniques, et devient membre du Parti travailliste, parti du Premier ministre renversé par le coup d'État, Timoci Bavadra,. Dans le même temps, en soutien à Bavadra, il déclare sous serment que Kamisese Mara a orchestré le coup d'État de 1987, tandis que celui-ci demeure au pouvoir à la tête d'un gouvernement « de transition » et nie avoir eu connaissance des préparatifs du coup d'État. 
Dans les années 1990 et les années 2000, Ratu Meli Vesikula participe à des événements publics de réconciliation des communautés du pays, aux côtés de personnes affectées par le coup d'État, et y demande à nouveau pardon,. Il restaure et dirige une coopérative sur les terres de sa chefferie pour permettre aux villageois de vendre plus facilement les produits de leurs terres, et d'avoir accès à des produits frais sans avoir à aller jusqu'en ville. Choqué par le nouveau coup d'État ethno-nationaliste autochtone en 2000 contre un gouvernement travailliste démocratiquement élu, il participe aux négociations pour la libération des ministres et députés pris en otages et rédige un appel au soutien à la démocratie et au respect des minorités ethniques, que la radio publique contrôlée par un nouveau gouvernement illégal ethno-nationaliste refuse de diffuser. 